# Rapisma haesitum
Rapisma haesitum is een insect uit de familie van de Ithonidae, die tot de orde netvleugeligen (Neuroptera) behoort. 
Rapisma haesitum is voor het eerst wetenschappelijk beschreven door P. Barnard & New in 1985.